# Gỗ mềm

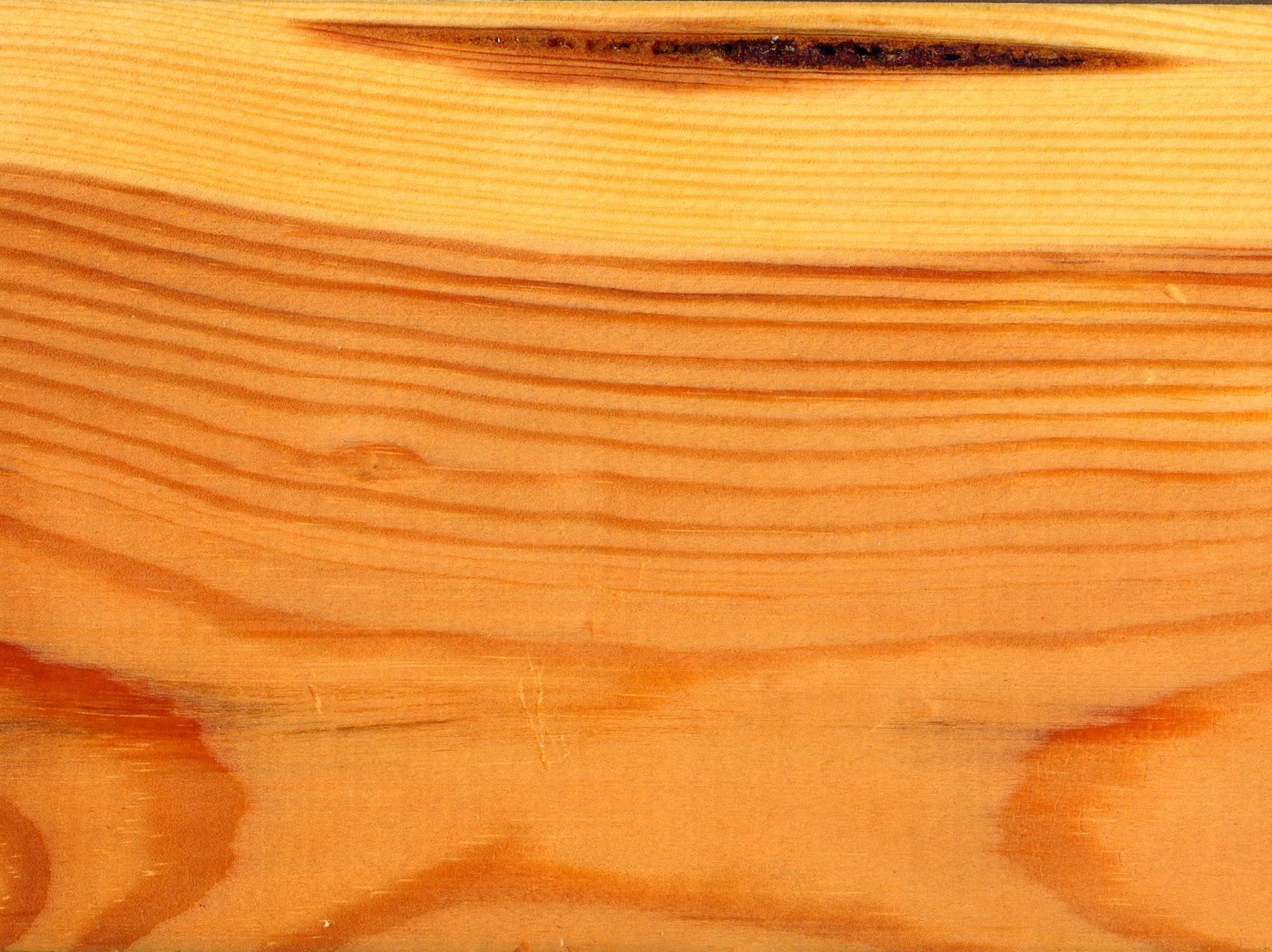
Gỗ của cây Pinus sylvestris, một loại gỗ mềm phổ biến trên thế giới.

Gỗ mềm, còn gọi là gỗ lá kim, là các loại gỗ được lấy từ các thực vật hạt trần hay thực vật có quả nón, tỉ như các thực vật thuộc ngành Thông. Nó cũng được dùng để miêu tả các thực vật hạt trần thuộc dạng cây thường xanh, một số ngoại lệ nổi bật là cây bụt mọc (Taxodium distichum) và thông rụng lá (Larix).
Trong tiếng Việt, định nghĩa về gỗ mềm có một số khác biệt đáng kể và mang nặng nghĩa "mềm cứng" hơn. Các loại gỗ mềm có thể là gỗ của cây lá kim hay lá rộng (nhưng chủ yếu là cây lá kim), có đặc tính là nhẹ, tính chất cơ học thấp, dễ gia công cắt gọt bằng các công cụ thông thường.

## Tính chất
Gỗ mềm có thể được xem là một "đối trọng" của gỗ cứng, tức gỗ lấy từ các thực vật hạt kín. Ở đây, do các thực vật hạt trần không có các tế bào sợi (loại tế bào này có vách rất dày) cũng như các tế bào đạo quản, nên nhìn chung gỗ của thực vật hạt trần "mềm" hơn so với gỗ của thực vật hạt kín. Tuy nhiên một cây "gỗ cứng" chưa chắc đã cứng hơn "gỗ mềm" và ngược lại. Nói cách khác, độ cứng mềm của các thành viên trong hai loại này dao động trong một khoảng khá lớn. Một số cây "gỗ cứng" như chân thỏ lại rất mềm, còn mềm hơn cả các cây gỗ mềm thông thường, trong khi các loại cây "gỗ mềm" như thông lá dài (Pinus palustris), linh sam Douglas (Pseudotsuga) và thủy tùng (Taxus) thì cứng hơn rất nhiều so với các loại gỗ cứng thông thường. Những loại cây gỗ cứng bền chắc nhất thì có độ cứng mà không loại gỗ mềm nào sánh được.
Xét cấu trúc vi mô của gỗ mềm, 90% thành phần của loại gỗ này là các quản bào (tracheid) có nhiệm vụ vận chuyển nước, muối khoáng và cũng đảm nhận luôn chức năng về cấu trúc. 10% còn lại là các tế bào mô mềm hay nhu mô có chức năng vận chuyển các chất theo chiều ngang. Một số cây gỗ mềm còn có các đường ống dẫn resin có nhiệm vụ vận chuyển nước.
80% sản lượng gỗ xẻ hiện nay là các loại gỗ mềm. Các trung tâm sản xuất gỗ mềm hiện tại nằm ở vùng Baltic, bán đảo Scandinavia, một số khu vực của Nga và miền Bắc Mỹ. So với gỗ cứng, giá thành của gỗ mềm rẻ hơn và số lượng cũng sẵn có hơn, một trong những nguyên do là các cây gỗ mềm thường lớn khá nhanh, dễ khai thác và có xu hướng ít ảnh hưởng đến môi trường (mặc dù việc sử dụng các chất bảo quản khiến yếu tố này bị giảm đi phần nào). Ngoài ra, do các cây cho gỗ mềm thường mọc thẳng và mọc khá cao, người thợ gỗ cũng có thể dễ dàng chế tạo các thanh gỗ có chiều dài cực lớn từ các cây gỗ mềm. Ngoài ra, tính chất "mềm" về cơ học của nhiều loại gỗ mềm cũng khiến nó khá dễ tạo tác so với gỗ cứng.

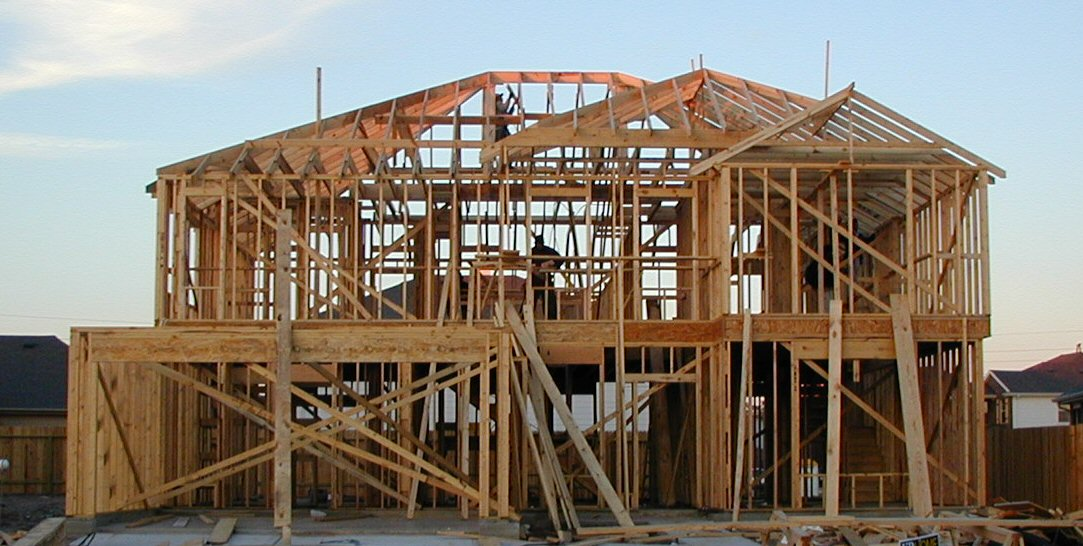
Một ngôi nhà ở Hoa Kỳ được xây bằng gỗ mềm của Canada.

## Ứng dụng
Do các đặc điểm nói trên, gỗ mềm có mức độ phổ biến khá cao so với gỗ cứng và nó được dùng trong nhiều lĩnh vực, tỉ như:
- Xây dựng nhà cửa.
- Chế tạo nội thất
- Millwork
- Chế tạo bột giấy
- Chế tạo bản in khắc gỗ

### Một số loại gỗ mềm
| Tên                                 | Hình ảnh | Tính chất | Ứng dụng |
| ----------------------------------- | -------- | --- | --- |
| Thông Scotland Pinus sylvestris     |          | Màu nhạt, thớ gỗ thẳng nhưng có nhiều "nút". Khá bền tuy nhiên cũng dễ tạo tác. Rẻ và sẵn có. | Dùng để chế tác các nội thất giá rẻ, xây dựng nhà cửa, hay dùng trong việc tạo tác đơn giản mà mỗi gia đình đều có thể tự làm lấy                                                                                    |
| Gỗ đỏ châu Âu Pinus sylvestris      |          | Khá khỏe. Bền khi được tẩm chất bảo quản. Giá thành rẻ. | Dùng để chế tác đồ gỗ thông thường, chén dĩa, tủ, mái nhà. |
| Thông Paraná Araucaria angustifolia |          | Thớ gỗ thẳng, gần như không có "nút". Rất cứng, khá bền và khỏe. Có màu vàng nhạt với các sọc đỏ, nâu. Giá thành khá đắt. | Dùng để chế tác các nội thất yêu cầu chất lượng tốt, khỏe bền như cửa, lồng cầu thang, cầu thang gác. |
| Tuyết tùng Cedrus                   |          | Có mùi thơm và mùi có tác dụng chống sâu bọ, ruồi muỗi. Tỉ trọng thấp, dẫn nhiệt kém. Gỗ có độ bền cơ học rất tốt, chống nứt, co rút khá tốt. Bền ngay cả trong điều kiện ẩm ướt. Màu sắc đa dạng tùy loài và có khả năng giữ màu được lâu. Thớ gỗ thẳng và khá đều. | Dùng trong xây dựng và chế tác nội thất. |
| Tuyết tùng vàng Thuja occidentalis  |          | Thớ gỗ mịn, màu vàng rất nhạt. Tỉ trọng thấp nhưng khá bền và cứng. | Dùng để chế tác các nội thất, tàu thuyền, gỗ mặt trang trí, mô hình. |
| Tuyết tùng đỏ Bắc Mỹ Thuja plicata  |          | Gỗ màu nâu đỏ với các đường gân thẳng, khít và ín có "nút". Gỗ có mùi thơm có thể chống được sâu bọ, tỉ trọng rất thấp nhưng rất bền và khỏe, chống chịu tốt trước tác độnh phong hóa, ít bị cong vênh và co rút do mất nước. Ngoài ra có khả năng dẫn nhiệt kém và cách âm rất tốt. | Dùng để chế tác các cấu trúc bề mặt dễ chịu tác động phong hóa (ván ốp, phù điêu,...), xây tổ ong nhân tạo, chế tạo các tàu thuyền tỉ trọng thấp, chế tạo các rương và tủ quần áo, chế tạo phần thùng cho đàn ghi-ta |
| Vân sam Picea                       |          | Màu trắng kem, thớ gỗ có một số "nút" nhỏ. Không bền lắm. | Dùng để chế tác các đồ vật dùng trong nhà, các nội thất có màu trắng dùng trong phòng ngủ hay phòng khách. |
| Linh sam Abies                      |          | Màu nhạt, thường là nâu vàng với tông xám. Gỗ lõi có màu nhạt và không thể phân biệt được với gỗ giác. Nút tròn và cứng. Tỉ trọng trung bình và các đặc tính cơ học tương đối khá, tuy nhiên dễ bị hư hỏng bởi môi trường, dễ xảy ra hiện tượng lõi ướt do nhiễm trùng và nhiễm nấm và hiện tượng thớ gỗ bị nứt. Nói chung gỗ của phần lớn các loài linh sam được coi là kém chất lượng. | Nhìn chung ứng dụng của linh sam tương đối giống với vân sam, mặc dù hiện nay vân sam được ưa chuộng hơn. Thông thường gỗ linh sam dùng để làm bột giấy hoặc sản xuất gỗ dán và các loại gỗ mộc thô.                 |